# Semaeopus luridata
Semaeopus luridata là một loài bướm đêm trong họ Geometridae.